# 中山水兵射殺事件

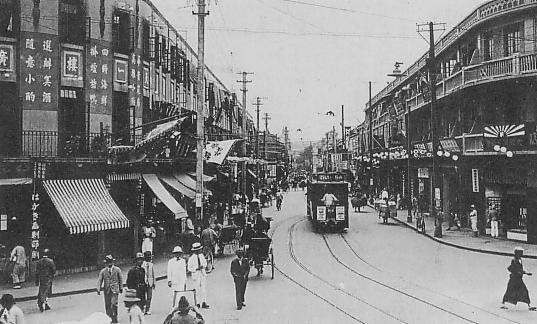
上海公共租界

中山水兵射殺事件又稱中山秀雄事件、中山兵曹射殺事件，是1935年11月9日發生在中華民國大陸時期的上海公共租界的一宗暗殺事件，當時大日本帝國海軍一等兵中山秀雄被中国人叶海生殺害。 

## 背景
华北事变發生後，反日組織洪順互助會成員杨文道聯絡各方進行进行抗日宣傳。1935年10月上旬，杨文道與王亚樵的使者李福芝在老靶子路永吉里7号同义协会结为义兄弟。10月底，杨文道、叶海生等密谋阻击日本军官兵，趁机扩大在虹口一带的影响。

## 暗殺
1935年11月3日下午，一行人先前往窦乐安路视察地点，并于5日晚间在老靶子路永吉里71号同义协会内决定以叶海生为刺殺人选。11月9日下午八时余，叶海生拿到手枪后在宝安路口等候。将近九时，日本水兵中山秀雄路过，叶海生尾随其后，行至窦乐安路丰乐里口附近，即开枪射击。叶海生在开枪后将手枪丢弃，逃回当时任职的月宫大旅社。12月，叶海生以开设维也纳舞厅为由，以跳舞场领班的身份帶領一批舞女离开上海前往青岛。事发以后日本的海军陆战队立刻派士兵百余人，把守虹口各要街。
上海市公安局、上海公共租界當局以及日本駐上海領事館懸賞捉拿兇手。上海公共租界工部局警察特政科接手此案。1936年4月，叶海生在青島被逮捕。楊文道在上海唐山路同安里18號被逮捕。1936年5月，江苏上海第一特区地方法院審訊楊文道。葉海生全盤承認罪行。楊文道拒絕認罪。1936年10月2日，叶海生與楊文道被判處死刑。兩人被關押在提籃橋監獄。兩人又向江蘇高等法院第二分院提起上訴，但是被駁回。12月，兩人向中華民國最高法院提起上訴。1942年12月17日，中華民國最高法院判決原判決撤銷，發回江蘇高等法院第二分院重審。由於戰爭原因，判決書直到1946年6月29日才送達。而葉海生於1942年病逝於提籃橋監獄。1946年10月12日，上海高等法院判決楊文道無罪，楊文道立即離開提籃橋監獄。